# 문병집
문병집(文炳鏶, 1928년~2022년 9월 20일)은 대한민국의 교육자이며, 중앙대학교 총장이다.

## 학력
- 중앙대학교 대학원 경제학 박사

## 경력
- 1985 중앙대학교 총장
- 1994 중앙대학교 명예교수
- 1995 북한경제포럼 회장

## 수상
- 1982년 국민훈장 석류장
- 1994년 국민훈장 무궁화장
- 2006년 수산장학문학재단 참 교육자상

## 가족 관계
- 배우자: 조차영
  - 슬하: 문경규, 문남주, 문남미, 문미희